# غ
| الفبای فارسی |    |   |    |   |   |
| الف          | ب  | پ | ت  | ث | ج |
| چ            | ‌ ح | خ | د  | ذ | ر |
| ز            | ‌ ژ | س | ‌ ش | ص | ض |
| ط            | ظ  | ع | غ  | ف | ق |
| ک            | گ  | ل | م  | ن | و |
| ه            | ی  |   |    |   |   |
| حروف دیگر    |    |   |    |   |   |
| ء            | آ  | اً | هٔ  | ة |   |

| شكل حرف | شكل حرف | شكل حرف | شكل حرف | شكل حرف |
| جدا     | آغازی   | میانی   | پایانی  |         |
| غ       | غ‍       | ‍غ‍        | ‍غ        |         |
| ------- | ------- | ------- | ------- | ------- |

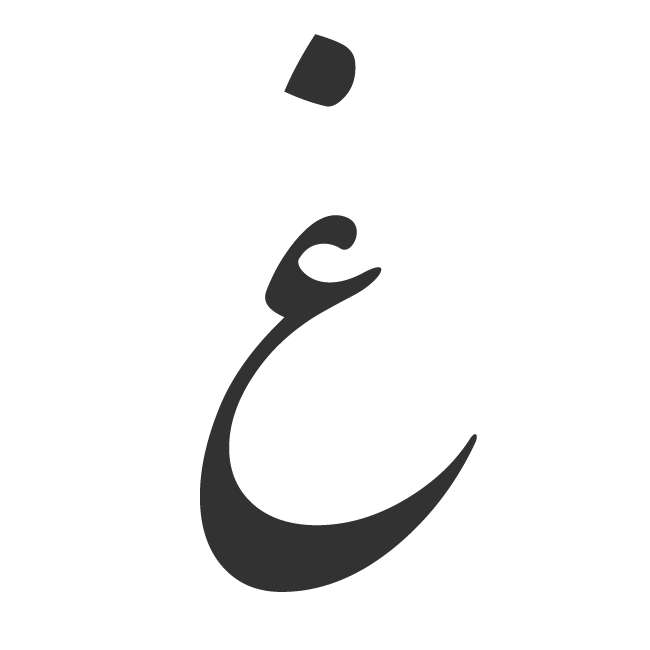
حرف غ

غ حرف بیست‌ودوم در الفبای فارسی و حرف نوزدهم در الفبای عربی است. نام این حرف «غَین» است و برای صدای سایشی نرمکامی واکدار که نمادش در الفبای آوانگاری بین‌المللی ⟨ʁ⟩ است به کار می‌رود. همچنین برای صدای انفجاری نرمکامی واک‌دار ⟨ɡ⟩ یا انسدادی ملازی واکدار ⟨ɢ⟩ و ترانویسی حرف لاتین G/g نیز به‌طور گسترده در عربی استفاده می‌شود و می‌تواند در فارسی نیز استفاده شود، همانند واژهٔ «پرتغال».
تلفظ آن در فارسی معیار "غ فارسی "است. صدای آن در عربی و بعضی لهجه‌های فارسی چیزی میان ق و خ است. برخلاف تصور بسیاری، این حرف از حرف‌های اصیل فارسی‌است، به این معنا که تنها برای نوشتن کلمه‌های بیگانه یا وام‌واژه‌ها استفاده نمی‌شود.[۱]
در میان واژه‌های غیرعربی در فارسی بیشتر آن دسته که از زبان سغدی و دیگر زبان‌های ایرانی خاوری به وام گرفته شده این حرف را در خود دارد، مانند: جغد، راغ، فغ، چرغشت و غیره.[۲]در کتاب فرهنگ واژه‌های اوستا این حرف یعنی غ جزو واژه‌های اوستای است. [۳]